# Lista chorążych reprezentacji Arabii Saudyjskiej na igrzyskach olimpijskich
Lista chorążych reprezentacji Arabii Saudyjskiej na igrzyskach olimpijskich – lista zawodników reprezentacji Arabii Saudyjskiej, którzy podczas ceremonii otwarcia nowożytnych igrzysk olimpijskich nieśli flagę Arabii Saudyjskiej.

## Chronologiczna lista chorążych
| Lp. | Rok i miejsce     | Chorąży                     | Dyscyplina    |
| --- | ----------------- | --------------------------- | ------------- |
| 1   | 1972, Monachium   | Bilal Said Al-Azma          | Lekkoatletyka |
| 2   | 1976, Montreal    | b. d.                       |               |
| 3   | 1984, Los Angeles | Safaq Al-Anzi               | Strzelectwo   |
| 4   | 1988, Seul        | Salah Al-Mar                |               |
| 5   | 1992, Barcelona   | b. d.                       |               |
| 6   | 1996, Atlanta     | Khaled Al-Khalidi           | Lekkoatletyka |
| 7   | 2000, Sydney      | Khaled Al-Dosari            | Taekwondo     |
| 8   | 2004, Ateny       | Hadi Soua’an Al-Somaily     | Lekkoatletyka |
| 9   | 2008, Pekin       | Mohamed Salman Al-Khuwaildi | Lekkoatletyka |
| 10  | 2012, Londyn      | Sultan Mubarak Al-Dawoodi   | Lekkoatletyka |
| 11  | 2016, Rio         | Suliman Hamad               | Judo          |
| 12  | 2020, Tokio       | Tahani Al-Qahtani           | Judo          |
| 12  | 2020, Tokio       | Husein Alireza              | Wioślarstwo   |